# تسین بای بویتسنبورگ
تسین بای بویتسنبورگ (به آلمانی: Tessin b. Boizenburg) یک شهر در آلمان است که در لودویگسلوست-پارشیم واقع شده‌است. تسین بای بویتسنبورگ ۴۱۰ نفر جمعیت دارد.